# Tricia Cast
Tricia Cast (Medford, New York, 16 november 1966) is een Amerikaanse actrice, die het meest bekend is door haar rol van Nina Webster in de televisieserie The Young and the Restless.

## Werk
Cast begon haar carrière in de televisieserie The Bad News Bears (1979). Na jarenlang in televisiefilms te hebben gespeeld, kreeg ze in 1984 en 1985 een hoofdrol in de televisieserie It's Your Move, waarin ze de rol van de zuster van Jason Bateman vertolkte. Dit leidde ertoe dat ze enige tijd kon meespelen in de soapserie Santa Barbara. Naar aanleiding hiervan toonden de casting directors van The Young and the Restless belangstelling voor haar en werd speciaal voor Cast de rol van de ongetrouwde tienermoeder Nina Webster in de serie geschreven. Cast speelde deze rol van 1986 tot 2001. In 1992 ontving ze daarvoor de Daytime Emmy Award voor de Outstanding Younger Actress In a Drama Series.

## Persoonlijk leven
Van 1989 tot 2000 was Cast getrouwd met Jack Allocco, een van de music supervisors van The Young and The Restless. Sinds 2000 is ze getrouwd met Bat McGrath.